# Kurt Adolf Monnington
Kurt Adolf Monnington (ur. 29 września 1891 w Hamburgu, zm. 17 lutego 1939 tamże) – niemiecki as myśliwski z czasów I wojny światowej z 8 potwierdzonymi zwycięstwami powietrznymi.
Służył od początku wybuchu wojny. Przed skierowaniem do eskadry myśliwskiej Jagdstaffel 15 w 1917 roku walczył w FA62. W marcu 1918 roku został przeniesiony do Jagdstaffel 18. W czerwcu po odniesieniu dwóch zwycięstw powietrznych (pierwszego  11 maja 1918 roku) Jagdstaffel 18 została przeniesiona w okolice Metz. Walczyła przeciw jednostkom bombowym i do końca wojny zestrzelił jeszcze 6 samolotów bombowych w tym pięć Airco DH.9 z 104. Squadronu.
Został pochowany na cmentarzu Friedhof Diebsteich w Hamburgu.

## Odznaczenia
- Krzyż Żelazny I Klasy
- Krzyż Żelazny II Klasy